# حيز وربي
الحيز الوربي أو الحيز بين الضلعي (بالإنجليزية: Intercostal space)‏ هو حيز تشريحي ويُعنى به المسافة التي بين الأضلاع، وبما أن هناك 12 ضلعاً على كل جانب، فهناك 11 حيزاً وربياً، مرقمين حسب الضلع الذي يعلوهم.

## التراكيب في الحيز الوربي
- عدة أنواع من العضلات الوربية (بالإنجليزية: intercostal muscles)‏

- الشرايين الوربية (بالإنجليزية: intercostal veins)‏ والأوردة الوربية (بالإنجليزية: intercostal arteries)‏.
- العقد الليمفاوية الوربية (بالإنجليزية: intercostal lymph nodes)‏.
- الأعصاب الوربية (بالإنجليزية: intercostal nerves)‏.

## ترتيب المكونات

### العضلات
هناك ثلاث طبقات عضلية في كل حيز وربي، هي العضلات الوربية الخارجية، العضلات الوربية الداخلية والعضلات الوربية العمقى. هذه العضلات تساعد على تحريك الضلوع أثناء التنفس.

### الحزمة العصبية الوعائية
الحزمة العصبية الوعائية تقع بين العضلات الوربية الداخلية والعضلات الوربية العمقى. وهي مرتبة ترتيبا ثابتا هو وريد-شريان-عصب، من الأعلى للأسفل. هذه الحزمة العصبية الوعائية تسير في سقف الحيز الوربي، بينما الحزمة العصبية الوعائية الفرعية تلازم الحد العلوي للضلع السفلي للحيز (مرتبة عصب-شريان-وريد من الأعلى للأسفل). العمليات التوغلية كالبزل الصدري تُنَفذ عن طريق ادخال آلة بشكل مائل، مباشرة فوق الحد العلوي للضلع، لتجنب إصابة الحزمة العصبية الوعائية.

### الأعصاب
الأعصاب والأوعية الوربية تسير مباشرة خلف العضلات الوربية الداخلية، لذلك غالباً هم مغطون من الناحية الداخلية بالجانب الجداري من الغشاء الجنبي، إلا عندما تكون مغطاة بالعضلات الوربية العمقى، الغشاء الوربي الأعمق، العضلة تحت الضلعية أو العضلة المستعرضة الصدرية.

## وصلات إضافية
- شكل تشريحي: 18:04-00 على موقع مركز سوني دونستات الطبي (تشريح بشري عبر الإنترنت). - "Structural organization within an intercostal space."
- صور تشريحية:18:01-0108 في مركز داونستيت الطبي التابع لجامعة نيويورك - "Thoracic Wall: The Anterior Thoracic Wall"